# 福岡朝鮮初級学校

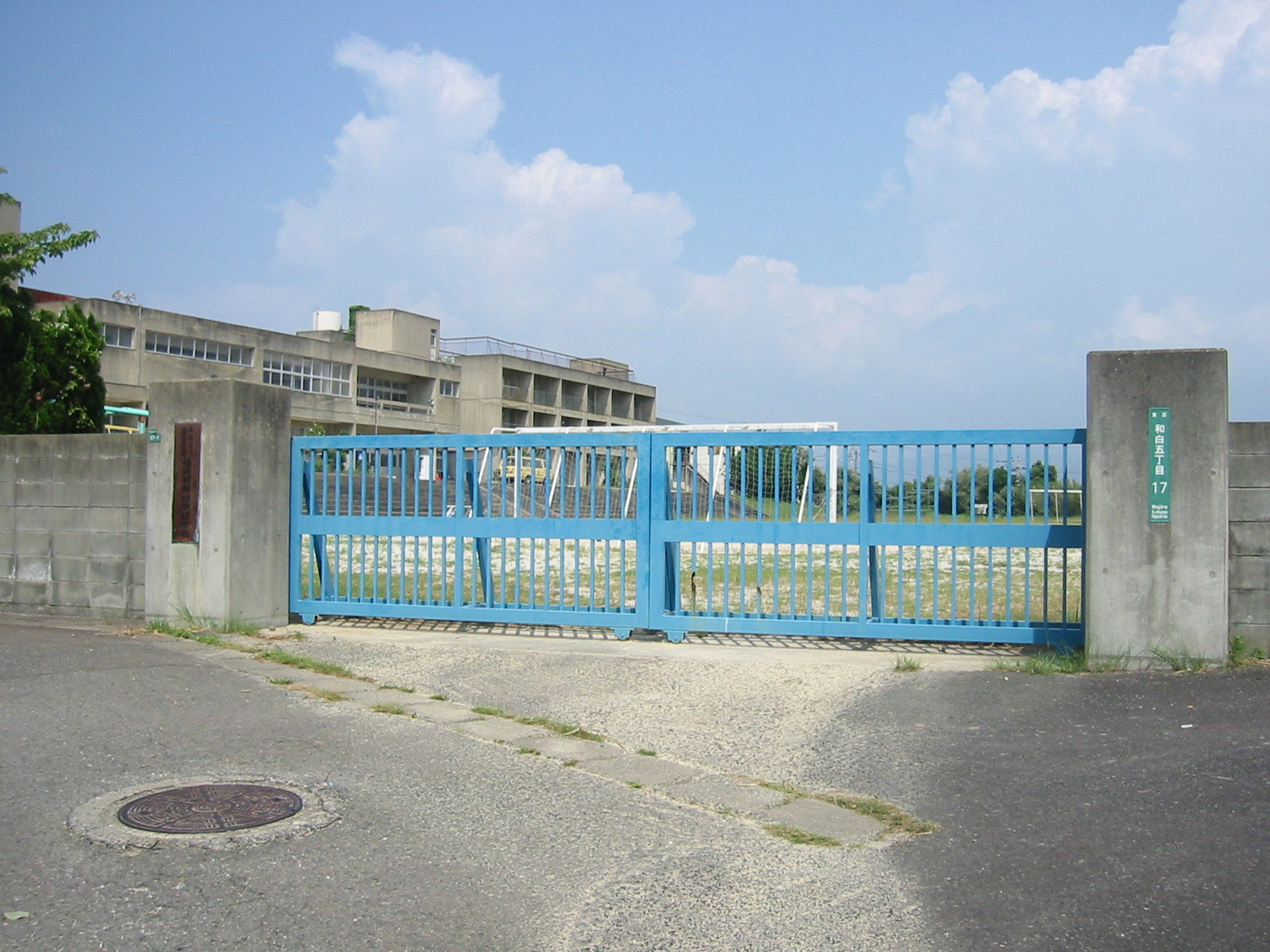
福岡朝鮮初級学校

福岡朝鮮初級学校（ふくおかちょうせんしょきゅうがっこう、후꾸오까조선초급학교）は、学校法人福岡朝鮮学園が運営する福岡市東区にある朝鮮学校。
日本の幼稚園・小学校に相当する教育を行っている各種学校（非一条校）である。

## 沿革
- 1945年 - 国語講習所が福岡市各地に開設
- 1949年 - 朝鮮学校閉鎖令により一時閉鎖、福岡市立の学校に民族学級を設置
- 1960年 - 現校を設立
- 1963年 - 幼稚班設置
- 1973年 - 中級部設置、福岡朝鮮初中級学校となる
- 1974年 - 大牟田朝鮮初級学校を統合
- 2004年 - 中級部を九州朝鮮中高級学校に移し再び初級部のみの学校となる。
- 2011年 - 福岡市から交付された平成18年度分の補助金をめぐって、不正受給の可能性をメディアに指摘される。[1]

## 学科
- 初級部
- 幼稚班

## 所在地
- 〒811-0202　福岡市東区和白5丁目17-1

※最寄り駅は、香椎線（JR九州）・西鉄貝塚線「和白駅」